# درک لیلی
درک لیلی (انگلیسی: Derek Lilley؛ زادهٔ ۹ فوریهٔ ۱۹۷۴) بازیکن فوتبال اهل بریتانیا است.
از باشگاه‌هایی که در آن بازی کرده است می‌توان به باشگاه فوتبال هارت آف میدلوتیان، باشگاه فوتبال لیوینگستون، باشگاه فوتبال آکسفورد یونایتد، باشگاه فوتبال گرینوک مورتون، باشگاه فوتبال داندی یونایتد، باشگاه فوتبال بری، باشگاه فوتبال سنت جانستون، و باشگاه فوتبال لیدز یونایتد اشاره کرد.